# Seigneurie de Montarville
La seigneurie de Montarville, en Nouvelle-France, fut concédée à Pierre Boucher en 1710 conformément à un décret de Louis XIV. Philippe de Rigaud, alors gouverneur de la Nouvelle-France lui délivra la seigneurie au nom du roi.
Boucher concéda ensuite la seigneurie à son fils cadet, René Boucher de la Bruère (1699-1773) le 15 janvier 1732. Après la mort de ce dernier, sa veuve céda les droits à un troisième seigneur, Pierre René (1740-1794). À la mort du seigneur René, ses enfants se partagèrent la seigneurie de Montarville; lorsque, en 1796, sa fille aînée épousa Eustache-Ignace Trottier des Rivières Beaubien, celui-ci devint le coseigneur de Montarville.
Les familles Boucher de la Bruère et Beaubien se répartirent la seigneurie en tiers et en sixièmes jusqu'à ce que François-Pierre Bruneau devienne le seul seigneur du fief de Montarville en 1842. À la mort de Bruneau, en 1851 son frère Olivier-Théophile Bruneau devint le dernier seigneur de Montarville. Le rapport Durham avait recommandé en 1840 l'abolition du système seigneurial et l'élaboration de structures municipales, mais ce n'est qu'à la fin du XIXe siècle que disparut la dernière seigneurie québécoise.

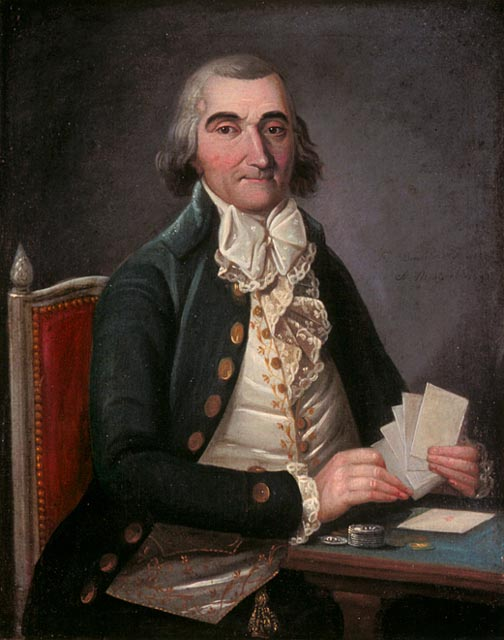
Eustache-Ignace Trottier
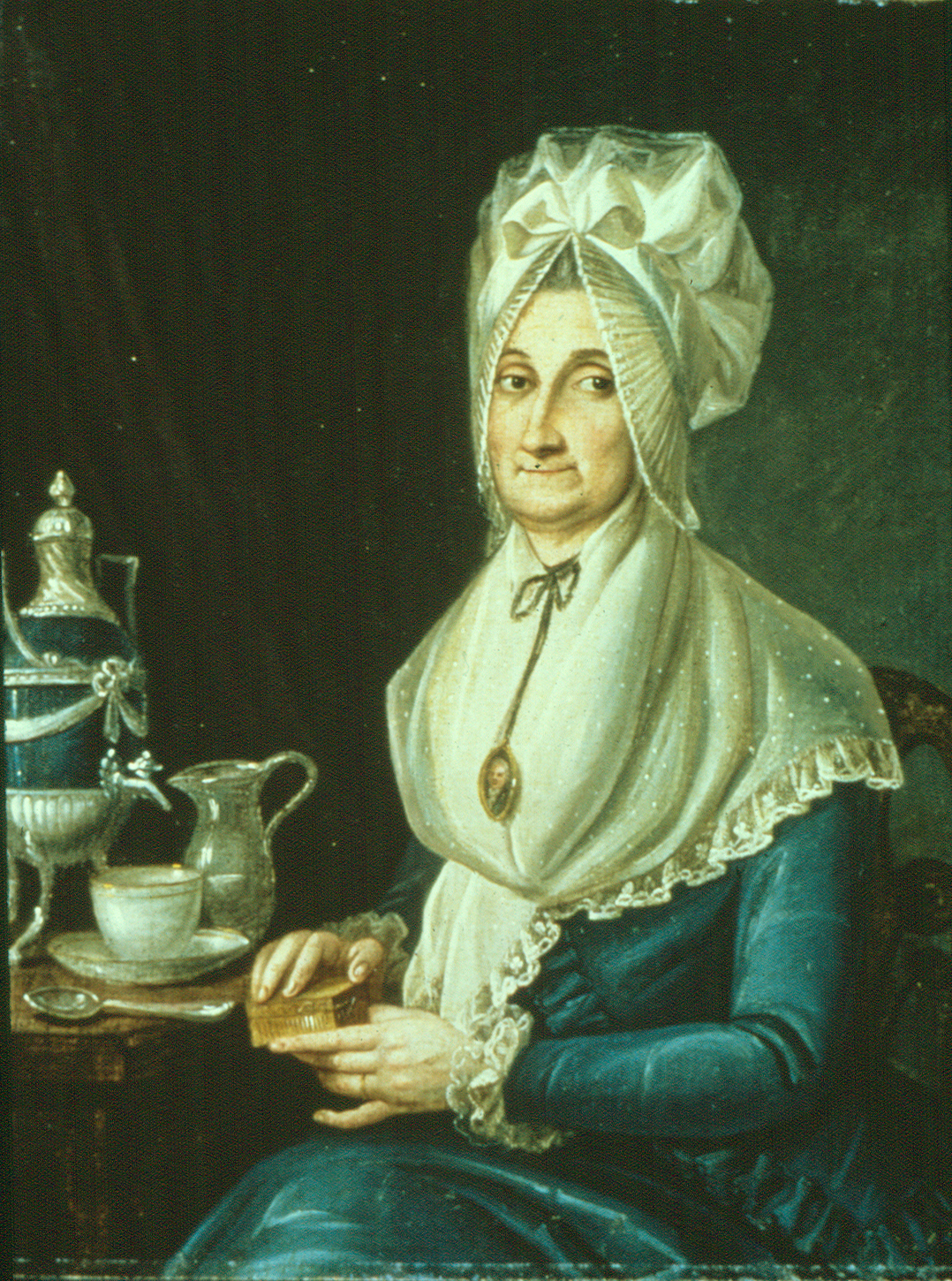
Marguerite-Alexis Mailhot